# Hans-Peter Riese

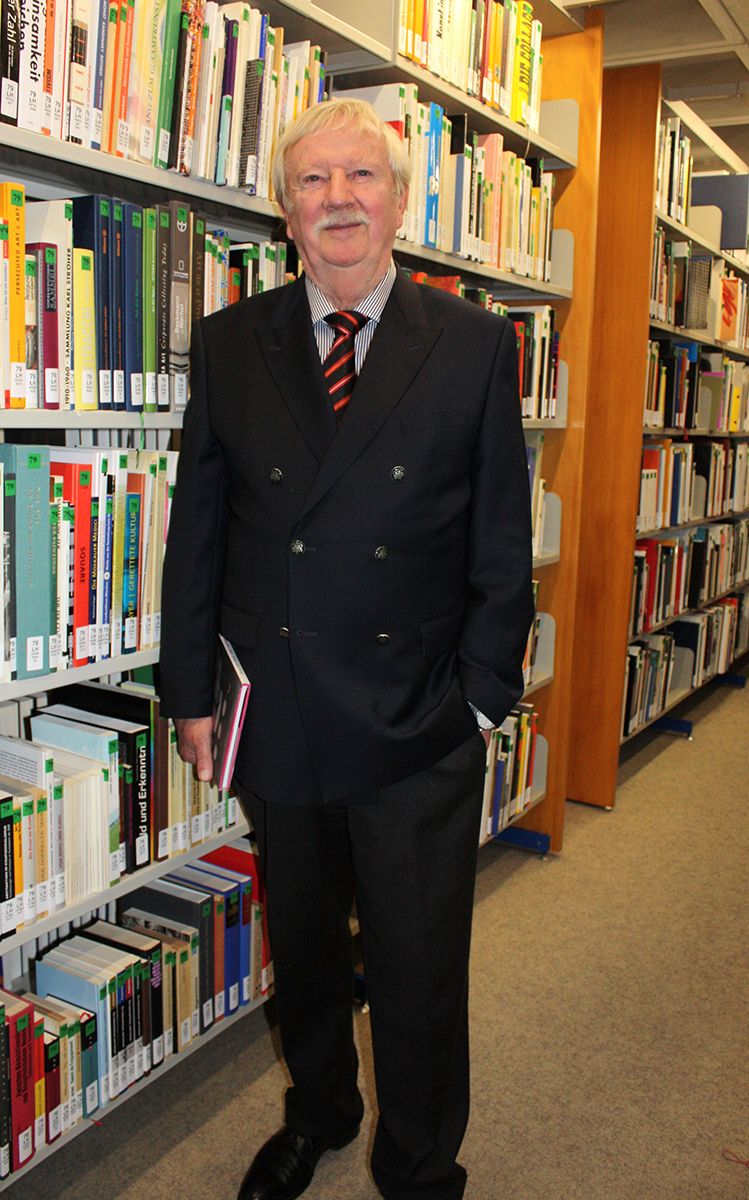
Hans-Peter Riese in der Universitätsbibliothek Regensburg

Hans-Peter Riese (* 1941 in Enger) ist ein deutscher Journalist, Kunstkritiker und Kurator. Er war Auslandskorrespondent der ARD in Prag, Moskau und Washington und Hörfunkchefredakteur beim Hessischen Rundfunk, außerdem vierzig Jahre lang Kunstkritiker für die Frankfurter Allgemeine Zeitung.

## Leben
Hans-Peter Riese wurde am 7. Mai 1941 in Enger geboren. 1960 kam er in Siegen intensiv mit Gegenwartskunst in Deutschland in Berührung und sehr bald mit der in Mittel- und Osteuropa. Von 1966 bis 1970 studierte Riese an der Johann Wolfgang-Goethe-Universität Frankfurt politische Wissenschaften, Geschichte, Kunstgeschichte und Soziologie. Während des Studiums arbeitete er als freier Autor für den Hessischen Rundfunk (Fernsehen und Hörfunk) – vor allem in der Redaktion von ttt – titel, thesen, temperamente – mit dem Schwerpunkt Kultur und Politik in der Tschechoslowakei. Es folgten Texte für Kunstkataloge. Zusammen mit Detlev Claussen war Riese Leiter des Feuilletons der Studentenzeitschrift DISKUS in Frankfurt. 1967 organisierte er die Ausstellung „Konstruktive Konzepte aus der Tschechoslowakei“ für die Studio Galerie der Universität. Ab 1968 war er ständiger freier Mitarbeiter im Feuilleton der FAZ (Spezialgebiete Kunstkritik und Kultur in Mittel/Osteuropa), nachdem er vorher bereits als freier Autor in der Frankfurter Rundschau publiziert hatte. 1969 bis 1973 war Hans-Peter Riese Korrespondent der Stuttgarter Zeitung, des DLF und des Feuilletons der FAZ in Prag. 1973 wurde er aus der Tschechoslowakei ausgewiesen. Von 1974 bis 1985 war er Korrespondent des DLF in Bonn (Spezialgebiet Außenpolitik). In der Zeit von 1985 bis 1991 war Riese Korrespondent und Leiter des ARD-Hörfunkstudios in Moskau. 1986 bis 1991 hatte Riese Lehraufträge für die Geschichte der Kunst im 20. Jahrhundert an der Hochschule für Gestaltung Offenbach am Main und der Fachhochschule Köln, Abteilung Kunst und Design. 1991 bis 1999 war er Chefredakteur Hörfunk und stv. Programmdirektor beim Hessischen Rundfunk in Frankfurt am Main. 2000 bis 2006 war Riese Korrespondent für HR, SR, RB und ORB in Washington, D.C. (Studioleiter).
Seit seiner Pensionierung 2006 arbeitet Hans-Peter Riese weiter als freier Autor (Kunstbücher, Kataloge, Monographien). In dieser Zeit ist er auch immer wieder Kurator von Ausstellungen zur Kunst des 20./21. Jahrhunderts in Museen und Galerien (international) gewesen. Er ist Mitglied des PEN-Zentrum Deutschland sowie der Internationalen Vereinigung der Kunstkritiker AICA. Hans-Peter Riese lebt in Berlin.

## Schaffen
Hans-Peter Riese ist Autor von Biografien über Heijo Hangen, Kasimir Malewitsch, Eduard Steinberg und Klaus Staudt. Er kuratierte Ausstellungen und verfasste Kataloge zu Richard Paul Lohse, Hans Jörg Glattfelder, Jan Kubíček, Miloš Urbásek, Hartmut Böhm, Eberhard Fiebig, Grisha Bruskin, Jiří Kolár u. a. und Publikationen zu kunsttheoretischen Fragen in Ost und West, u. a. „kunst, konstruktiv konkret“. Neben der Veröffentlichung von Büchern hat Hans-Peter Riese regelmäßig Aufsätze und Essays geschrieben und in verschiedenen politischen und kulturellen Fachzeitschriften veröffentlicht. Im Zentrum standen sowohl gesellschaftlich-politische Themen als auch Literatur und Kunst. Hans-Peter Riese sammelt vorwiegend konkret/konstruktive Kunst aus Ost und West und ist Vorsitzender der „Michaela Riese Stiftung“ im Kunstforum Ostdeutsche Galerie.

## Werke
- Hans-Peter Riese/Heckmanns, Friedrich W.: Richard P. Lohse, Zeichnungen 1935 – 1985. Zürich 1986.
- Hans-Peter Riese (Hrsg.): Hangen, Formulierungen: Werkverzeichnis der Serigraphien von 1967 – 1993. Köln 1994.
- Hans-Peter Riese: Eduard Steinberg. Monographie. Köln 1998.
- Hans-Peter Riese: Kasimir S. Malewitsch. Monographie. Reinbek bei Hamburg 1999.
- Hans-Peter Riese (Hrsg.): Nonkonformisten. Die zweite russische Avantgarde 1955 – 1988. Köln 2000.
- Hans-Peter Riese (Hrsg.): Das Rote Haus. Zeitgenössische russische Kunst aus der Sammlung Bierfreund. Köln 2000.
- Hans-Peter Riese (Hrsg.): Pravoslav Sovak. Köln 2007.
- Hans-Peter Riese: kunst. konstruktiv/konkret. Gesellschaftliche Utopien der Moderne. München/Berlin 2008.
- Hans-Peter Riese: Von der Avantgarde in den Untergrund. Texte zur Russischen Kunst 1968 – 2006. Köln 2009.
- Hans-Peter Riese (Hrsg.): Nonkonformisten. Die zweite russische Avantgarde 1955 – 1988. Köln 2009.
- Hans-Peter Riese: Klaus Staudt. Monographie. Köln 2010.
- Riese, Hans-Peter (Hrsg.): Gitta van Heumen-Lucas – Zeitzonen. Köln 2013.
- Hans-Peter Riese/Böhm, Hartmut: gegenüber. Hrsg. Simone Schrimpf. Köln 2014.
- Hans-Peter Riese: Wahrnehmung des Seins als ästhetische Einheit: Zu Eduard (Edik) Steinberg. In: Hans-Peter Riese, Roman Zieglgänsberger (Hrsg.): Ost/West. Eduard Steinberg zwischen Moskau und Paris. Katalog, S. 42–71. Köln 2015.
- Hans-Peter Riese (Hrsg.): Harmonie der Stille. Klaus J. Schoen, Malerei 1968 – 2010. Köln 2015.
- Hans-Peter Riese (Hrsg.): Heijo Hangen – Malerei. Köln 2017.
- Hans-Peter Riese: Kasimir Malewitsch – Natur als Nicht-Kunst. In: Piet Mondrian; Natur und Konstruktion. Katalog Hrsg. Roman Zieglgänsberger, S. 156–169. Wiesbaden 2018.
- Hans-Peter Riese (Hrsg.): Reisen, Entdecken, Sammeln. Kunst aus der Michaela Riese Stiftung im Kunstforum Ostdeutsche Galerie Regensburg und in der Universitätsbibliothek Regensburg. Köln 2020.
- Hans-Peter Riese: Zdeněk Sykorá – Der Maler. Köln 2022.
- Luisa Heese und Hans-Peter Riese: Konkrete Kunst in Europa nach 1945. Die Sammlung Peter C. Ruppert. Museum im Kulturspeicher Würzburg. Köln 2022.
- Hans-Peter Riese: Essay, In: Walter Smerling (Hrsg.): Norbert Kricke – Bewegung im Raum. Köln 2022.

## Michaela-Riese-Stiftung
2008 hat Hans-Peter Riese in Erinnerung an seine verstorbene Frau im Kunstforum Ostdeutsche Galerie (KOG) die Michaela-Riese-Stiftung gegründet. Seit 2013 ist die Sammlung an konkret-konstruktiven Werken und eine mehrere 100 Blätter umfassende Graphiksammlung im KOG in Regensburg untergebracht. Zudem hat Hans-Peter Riese im Laufe seines Lebens eine private Bibliothek zusammengetragen, die er 2018 der Universitätsbibliothek Regensburg übereignet hat. Diese Sammlung enthält Fach- und Spezialliteratur zur europäischen Bildenden Kunst der Moderne vom Anfang des 20. Jahrhunderts bis zur Gegenwart, insbesondere der deutschsprachigen und osteuropäischen Länder. Einen Schwerpunkt bilden Publikationen über osteuropäische Kunst, vor allem über russische und tschechische Künstler.